# Lost Land Adventure
Lost Land Adventure est un jeu vidéo d'arcade du type light gun shooter édité par Bandai Namco Games et sorti en 2014 au Japon,.
La borne d'arcade est une cabine de taille imposante équipée d'un écran panoramique incurvé (appelé POD, pour Panoramic Optical Display), écran équipe d'autres bornes d'arcade comme Kidō Senshi Gundam: Senjō no Kizuna,, Mach Storm, et Star Wars: Battle Pod,.